# سرور (اسم)
سرور هو اسم علم مذكر من أصل عربي، ومعناه هو مصدر يدل على البهجة الإعجاب الفرح.

## شخصيات تحمل الاسم
- سرور بن فروان
- سرور بن مساعد (عقد 1750 – )
- سرور سليم (لاعب كرة قدم إماراتي، 14 أغسطس 1982[3] – )
- سرور ميرزا

## وصلات خارجية
- موسوعة السلطان قابوس لأسماء العرب نسخة محفوظة 5 أبريل 2019 على موقع واي باك مشين.